# Gunung Geulanggang
Gunung Geulanggang är ett berg i Indonesien.   Det ligger i provinsen Aceh, i den västra delen av landet, 1 800 km nordväst om huvudstaden Jakarta. Toppen på Gunung Geulanggang är 598 meter över havet.
Terrängen runt Gunung Geulanggang är kuperad åt nordost, men åt sydväst är den bergig. Terrängen runt Gunung Geulanggang sluttar norrut. Runt Gunung Geulanggang är det mycket glesbefolkat, med 2 invånare per kvadratkilometer. I omgivningarna runt Gunung Geulanggang växer i huvudsak städsegrön lövskog.